# Arteria temporal superficial

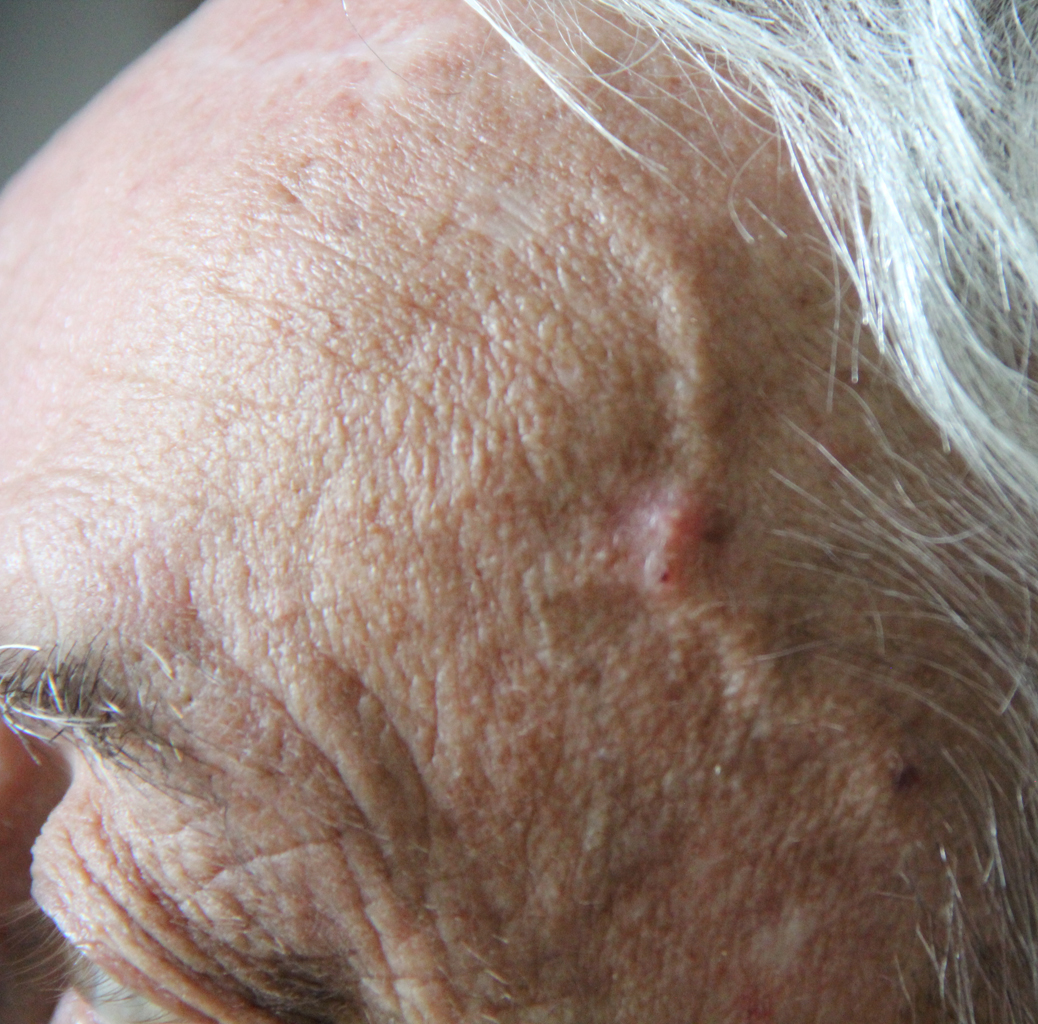
Rama frontal

La arteria temporal superficial es una arteria que se origina de la arteria carótida externa a nivel del cuello del cóndilo, cercano al ojal retrocondíleo de Juvara.

## Ramas
(Según la Terminología Anatómica)
A12.2.05.046 Rama parotídea (Ramus parotideus arteria temporalis superficialis)
A12.2.05.047 Arteria facial transversa (Arteria transversa faciei)
A12.2.05.048 Ramas auriculares superiores anteriores (Rami auriculares anteriores arteria temporalis superficialis)
A12.2.05.049 Arteria cigomático-orbitaria (Arteria zygomaticoorbitalis)
A12.2.05.050 Arteria temporal profunda media (Arteria temporalis media)
A12.2.05.051 Rama anterior/frontal (Ramus frontalis arteria temporalis superficialis)
A12.2.05.052 Rama posterior/parietal (Ramus parietalis arteria occipitalis medialis)

### Ramas colaterales
- Arteria facial transversa: se dirige hacia la zona anterior, emitiendo dos ramas, una superficial y otra profunda; la rama profunda irriga al músculo pterigoideo medial y la rama superficial se dirige hacia la glándula parótida y acompaña por la zona superior al conducto parotídeo o de Stenon para irrigar los músculos de la mejilla.
- Arteria auricular, o articular, ya que irrigará la articulación temporomandibular o ATM.
- Arteria temporal profunda media: Perfora la aponeurosis del músculo temporal y se distribuye por la cara profunda de dicho músculo. Además emite una rama cigomato-orbitaria.[cita requerida]
- Arteria cigomático-orbitaria.
- Arteria orbicular posterior.

### Ramas terminales
- Rama frontal o anterior: se anastomosa con la arteria superciliar y va a irrigar al cuero cabelludo.
- Rama parietal o posterior: Se distribuye por el sector temporal y occipital. Se puede encontrar anastomosada con ramas de la arteria occipital.

## Recorrido
Se origina en la división de la arteria carótida externa, por debajo de la logia parotídea, bajo el cóndilo de la mandíbula. Tiene una dirección oblicua ascendente por el borde posterior de la rama de la mandíbula. En su trayecto ascendente pasa por delante del pabellón auricular y posterior al cóndilo mandibular (ATM). Es superficial (pasa por fuera) al arco cigomático y es acompañada tanto por venas, como por el nervio auriculotemporal en su recorrido.

## Distribución
Se distribuye hacia las regiones parotídea y temporal.